# Saulius Štombergas
Saulius Stombergas (Klaipeda, Lituania, 14 de diciembre de 1973) es un exbaloncestista lituano que medía 2,02 m y cuya posición en la cancha era la de alero. En octubre de 2013 inicia su carrera como primer entrenador en el Zalgiris Kaunas sustituyendo a Ilias Zouros.

## Clubes
- 1992-1993 Zalgiris Kaunas
- 1993-1997 Atletas Kaunas
- 1997-1999 Zalgiris Kaunas
- 1999-2000 Virtus Pallacanestro Bologna
- 2000-2001 Saski Baskonia
- 2001-2002 Efes Pilsen Estambul
- 2002-2003 Zalgiris Kaunas
- 2003-2004 UNICS Kazán
- 2004-2005 Ulker Estambul
- 2005-2007 UNICS Kazán
- 2007-2008 Naglis-Adakris
- 2009-2010 UNICS Kazán

## Palmarés  Clubes
- 1996-97 Liga de China. Shankhai.
- 1997-98, 1998-99, 2002-03 Liga de baloncesto de Lituania. Zalgiris Kaunas.
- 1997-98, Eurocopa. Zalgiris Kaunas.
- 1998-99 Euroliga. Zalgiris Kaunas.
- 2001-02 Liga de Turquía. Efes Pilsen Estambul.
- 2001-02 Copa de Turquía. Efes Pilsen Estambul.